# Leelo
A leelo az Észtország délkeleti és Oroszország északnyugati részén, a Peipus-tó mentén a Szetuföld (Setumaa) történelmi régióban, Észtország Põlvamaa és Võrumaa megyéiben és a Pszkovi területen élő élő szetu népcsoport ősi, többszólamú éneklési hagyománya. A leelo a szetuk identitásának az alapját képezi. A hagyományos viseletben előadott, ősi dallamokból álló leeloban az előénekes énekel egy sort, amelynek utolsó néhány szótagjába a kórus is bekapcsolódik, az egész sort együtt megismételve. A leelo 2009-ben került fel a UNESCO szellemi kulturális örökség listájára. A dalok és azok előadásmódja generációkról generációkra öröklődött. 1977 óta hagyományos szetu énekfesztiválokat rendeznek a Szetu Királyság Napján. 2016-ban a budapesti Néprajzi Múzeumban is fellépett egy szetu hagyományőrző népdalcsoport. A kórusok általában kizárólag nőkből állnak. A szetu közösségek önazonosságának nagyon fontos elemei a kórusok. Napjainkig a legismertebb szetu énekes Hilana Taarka (1856–1933).